# Hypotacha fiorii
Hypotacha fiorii är en fjärilsart som beskrevs av Emilio Berio 1943. Hypotacha fiorii ingår i släktet Hypotacha och familjen nattflyn. Inga underarter finns listade i Catalogue of Life.